# Jerry van Waterschoot
Jerry van Waterschoot (Wilrijk, 31 mei 1948 - 10 augustus 2018) was een Belgisch econoom, journalist en redacteur.

## Levensloop
Van Waterschoot was van opleiding licentiaat toegepaste economische wetenschappen.
In 1972 ging hij aan de slag op de redactie van De Financieel-Economische Tijd, waar hij vervolgens coördinator van de cel financiën werd en vervolgens in 1979 adjunct-hoofdredacteur. Op 1 augustus 1988 volgde hij Eugène Magiels op als hoofdredacteur van het financieel dagblad, een functie die hij uitoefende tot 1993. Zelf werd hij in deze hoedanigheid opgevolgd door Hans Maertens. Vervolgens was hij van 1993 tot 1994 redactiedirecteur van het Uitgeversbedrijf Tijd.
In 1994 verliet de econoom de krant en ging aan de slag op de studiedienst van de Bank Brussel Lambert (BBL). Tevens werd hij woordvoerder van deze bank.